# Oscar Cove
Die Oscar Cove (in Argentinien Caleta Oscar, in Chile Caleta Carmona) ist eine Nebenbucht des Paradise Harbor an der Danco-Küste des westantarktischen Grahamlands. Sie liegt unmittelbar westlich des Garzón Point.
Teilnehmer einer von 1949 bis 1950 dauernden argentinischen Antarktisexpedition benannten sie nach dem Vornamen des stellvertretenden Kommandanten ihres Forschungsschiffs Chiriguano. Das UK Antarctic Place-Names Committee und das Advisory Committee on Antarctic Names übertrugen 1978 diese Benennung gemeinsam ins Englische. Namensgeber der chilenischen Benennung ist Raúl Carmona, Intendant der Región de Magallanes y de la Antártica Chilena und Teilnehmer an der 17. Chilenische Antarktisexpedition (1962–1963).